# 2. Inline-Skaterhockey-Bundesliga 2014
Die Saison 2014 war eine Spielzeit der zweithöchsten Liga im deutschen Inline-Skaterhockey. Es nahmen 20 Mannschaften an der von der ISHD organisierten Liga teil. Davon jeweils zehn in den beiden Staffeln.

## Teilnehmer

### 2. Bundesliga Nord
| Klub                     | Standort    | Vorjahr    |
| ------------------------ | ----------- | ---------- |
| Engelbostel Devils       | Langenhagen | Aufsteiger |
| MO Buffalos Berlin       | Berlin      | 3.         |
| Bremerhaven Whales       | Bremerhaven | Absteiger  |
| Sauerland Steel Bulls    | Lüdenscheid | 6.         |
| Kassel Wizards           | Baunatal    | 4.         |
| Rostocker Nasenbären     | Rostock     | Absteiger  |
| Duisburg Ducks II        | Duisburg    | Aufsteiger |
| Salt City Boars Lüneburg | Lüneburg    | 2.         |
| Hannover Hurricanez      | Hannover    | 5.         |
| Commanders Velbert       | Velbert     | 7. (Süd)   |

### 2. Bundesliga Süd
| Klub                      | Standort               | Vorjahr    |
| ------------------------- | ---------------------- | ---------- |
| Deggendorf Pflanz         | Deggendorf             | Aufsteiger |
| Langenfeld Devils         | Langenfeld (Rheinland) | Aufsteiger |
| Düsseldorf Rams           | Düsseldorf             | 2.         |
| Badgers Spaichingen       | Spaichingen            | 4.         |
| Freiburg Beasts           | Freiburg               | 6.         |
| Crefelder SC              | Krefeld                | 7. (Nord)  |
| Bockumer Bulldogs         | Krefeld                | 8. (Nord)  |
| Dragons Heilbronn         | Heilbronn              | 5.         |
| SV Winnenden              | Winnenden              | Aufsteiger |
| TSV Schwabmünchen Mammuts | Schwabmünchen          | 3.         |

## Hauptrunde

### 2. Bundesliga Nord
|     | Mannschaft               | Sp | G  | GP | U | VP | V  | Tore    | +/−  | P   |
| --- | ------------------------ | -- | -- | -- | - | -- | -- | ------- | ---- | --- |
| 1.  | Berlin Buffalos          | 18 | 15 | 0  | 0 | 0  | 03 | 188:106 | +082 | 45  |
| 2.  | Kassel Wizards           | 18 | 14 | 1  | 0 | 0  | 03 | 187:088 | +099 | 44  |
| 3.  | Salt City Boars Lüneburg | 18 | 13 | 0  | 0 | 1  | 04 | 203:094 | +109 | 40  |
| 4.  | Hannover Hurricanez      | 18 | 10 | 1  | 0 | 0  | 07 | 169:138 | +031 | 32  |
| 5.  | Commanders Velbert       | 18 | 09 | 1  | 0 | 1  | 07 | 183:159 | +024 | 30  |
| 6.  | Sauerland Steel Bulls    | 18 | 08 | 0  | 0 | 0  | 10 | 167:175 | −008 | 24  |
| 7.  | Rostocker Nasenbären     | 18 | 08 | 0  | 0 | 1  | 09 | 188:179 | +009 | 22* |
| 8.  | Engelbostel Devils       | 18 | 04 | 0  | 0 | 0  | 14 | 105:259 | −154 | 09* |
| 9.  | Bremerhaven Whales       | 18 | 03 | 0  | 0 | 0  | 15 | 129:206 | −077 | 09  |
| 10. | Duisburg Ducks II        | 18 | 03 | 0  | 0 | 0  | 15 | 087:202 | −115 | 09  |

- nach Punktabzug

### 2. Bundesliga Süd
|     | Mannschaft          | Sp | G  | GP | U | VP | V  | Tore    | +/−  | P   |
| --- | ------------------- | -- | -- | -- | - | -- | -- | ------- | ---- | --- |
| 1.  | Düsseldorf Rams     | 18 | 14 | 1  | 0 | 1  | 02 | 176:071 | +105 | 45  |
| 2.  | TSV Schwabmünchen   | 18 | 13 | 0  | 0 | 1  | 04 | 221:102 | +119 | 40  |
| 3.  | Freiburg Beasts     | 18 | 12 | 1  | 0 | 0  | 05 | 168:133 | +035 | 38  |
| 4.  | Langenfeld Devils   | 18 | 11 | 1  | 0 | 1  | 05 | 152:104 | +048 | 36  |
| 5.  | Badgers Spaichingen | 18 | 09 | 2  | 0 | 0  | 07 | 139:111 | +028 | 31  |
| 6.  | Bockumer Bulldogs   | 18 | 09 | 0  | 0 | 0  | 09 | 140:135 | −005 | 27  |
| 7.  | Deggendorf Pflanz   | 18 | 07 | 0  | 0 | 1  | 10 | 108:154 | −046 | 22  |
| 8.  | Crefelder SC II     | 18 | 07 | 0  | 0 | 0  | 11 | 118:133 | −015 | 21  |
| 9.  | SV Winnenden        | 18 | 01 | 0  | 0 | 1  | 16 | 090:200 | −110 | 04  |
| 10. | Dragon Heilbronn    | 18 | 01 | 1  | 0 | 1  | 15 | 060:229 | −169 | 03* |

- nach Punktabzug